# يهود
اليَهود (من العبرية: יְהוּדִי، اسم نسبة ليهوذا، من أبناء يعقوب) هم أبناء شعب أو قومية دينية أو أمة، ويصفون نفسهم كبني إسرائيل على انهم ابناء الرب يتميزون بإتباع اليهودية، أو بالثقافة والتراث النابعة من هذا الدين. يعدّ يهود العصر أنفسهم من نسل أهالي مملكة يهوذا الذين كانوا ينسبون إلى أربعة من بين أسباط بني إسرائيل الإثني عشر: يهوذا، شمعون، بنيامين ولاوي، افترقوا بعد سبي بابل إلى يهود وإلى سامريين. مرت اليهودية بتطورات كثيرة عبر التاريخ وخاصة بعد انهيار مملكة يهوذا ودمار الهيكل الثاني في القرن الأول للميلاد.
نشأ اليهود مجموعة عرقية ودينية في الشرق الأوسط خلال الألفية الثانية قبل الميلاد، في جزء من بلاد الشام المعروفة باسم أرض إسرائيل في الأدبيات اليهودية. ومنذ القرن الثاني للميلاد أخذ اليهود ينتشرون في أنحاء العالم حيث توجد معلومات عن جاليات يهودية في بلدان كثيرة عبر التاريخ، منذ منتصف القرن ال20 يتركز اليهود في إسرائيل وأمريكا الشمالية مع وجود جاليات أصغر في أوروبا، أمريكا الجنوبية وإيران. في عام 2010 شكل اليهود حوالي 14 مليون نسمة أي ما يعادل 0.2% من سكان العالم. ويعيش 41% من يهود العالم في الولايات المتحدة، في حين أنّ إسرائيل هي موطن لحوالي 40.5% من مجمل يهود العالم، ويعيش حوالي 13.3% من يهود العالم في كندا، وفرنسا، والمملكة المتحدة، وألمانيا، وروسيا، والأرجنتين، وأستراليا والبرازيل.
لا يعرف أصل مصطلح «يهودي» وطريقة استخدامه في العهد القديم إلا من المصادر الدينية وخاصة من أسفار الكتاب المقدس، وتشير هذه المصادر إلى أن أصل لقب «يهودي» باسم يهوذا بن يعقوب وأطلق أصلا على أبناء السبط الذي خرج منه، ثم أطلق على سكان مملكة يهوذا التي أسسها أبناء السبط مع أبناء بعض الأسباط الأصغر العائشين بجواره. تذكر هذه المملكة في الوثائق الآثارية باسم «بيت داود» نسبة إلى سلالة الملك داود (النبي داود في الإسلام). في سفر الملوك الثاني (18، 26) يذكر اسم «يهودية» اسمًأ للهجة محكية في مدينة أورشليم، منذ السبي البابلي أصبح لقب يهودي يشير إلى كل من خرج من مملكة يهوذا وواصل اتباع ديانتها وتقاليدها (مثلا في سفر إستير).
أما الشريعة اليهودية العصرية، التي تطورت منذ القرن الثاني للميلاد فتعتبر كل من ولد لأم يهودية يهوديًا، وهذا الاعتبار لا يتأثر من هوية الأب أو أسلوب الحياة الذي يتبعه الإنسان. كذلك يمكن لغير اليهودي أن يعتنق اليهودية ولكن الحاخامين المتحفظين لا يشجعون اعتناق اليهودية. يتحدى بعض اليهود الإصلاحيين والعلمانيين تعريف «من هو اليهودي» حسب الشريعة اليهودية ويقترحون تعاريف بديلة مثل: من أحد والديه يهودي أو من يعدّ نفسه يهوديا بقلب نقي، كذلك هناك محاولات لتسهيل مسيرة التهود وتقليص المطالب ممن يريد اعتناق اليهودية.
بعد تأسيس دولة إسرائيل في 1948 أصبح تعريف «من هو يهودي» قضية حادة إذ أعلنت الدولة هدفا لها جمع اليهود من جميع أنحاء العالم، وسنت أنه من حق كل يهودي التوطن في إسرائيل. حسب التسوية القائمة حاليا، والمنصوص عليها في قانون العودة الإسرائيلي، اليهودي هو من ولد لأم يهودية أو اعتنق اليهودية إلا إذا اتبع دينا آخر إراديا، أما زوج اليهودية، أولاده، أزواج الأولاد، أحفاده وأزواج الأحفاد فيتمتعون بالحقوق المنصوص عليها في «قانون العودة» ولو لم يعدّوا يهودًا، (ولا يهم إذا كان اليهودي المنسوب إليهم قد توفي). كذلك يعترف القانون الإسرائيلي بجميع أنواع التهود، بما في ذلك التهود حسب القواعد الإصلاحية الأمر الذي يحتج عليه الحاخامون المتحفظون.
وعلى الرغم من النسبة الصغيرة لليهود بين سكان العالم، فقد أثر اليهود كثيرًا في التقدم البشري وساهموا فيه في العديد من المجالات، تاريخيًا وفي العصر الحديث، بما في ذلك الفلسفة، والأخلاق، والأدب، والسياسة، والإقتصاد، والفنون الجميلة والهندسة المعمارية، والموسيقى والمسرح والسينما، والطب، والعلوم والتكنولوجيا. وكذلك الدين؛ حيث قام اليهود بتأليف الكتاب المقدس، وساهموا في تأسيس المسيحية المبكرة، ولعب اليهود أيضًا دورًا غير مباشر من خلال الديانة المسيحية في تطوير الحضارة الغربية.

## أصول اليهود
وفقا لعلم الآثار اليهود هم من نسل الكنعانيين الذين سكنوا بلاد المشرق. ووفقًا للتوراة، إن أصل اليهود يعود إلى الجد الأكبر إبراهيم، ومن بعده ابنه إسحاق ومن بعده ابنه يعقوب وأولاده الإثني عشر، ومنهم جاء بنو إسرائيل الذين عاشوا في مصر القديمة ومن ثم انتقلوا إلى صحراء سيناء حيث أعطيت لهم التوراة من الله على يد موسى.
وكان بنو إسرائيل يعرفون بالعبرانيين نسبة لأبيهم إبراهيم الذي عرف بالعبري نسبة لعبوره النهر من أرض آشور واليهود هم من اتبع موسى وآمن باليهودية والتي هي أصل ديني وليس أصل عرقي ولكن موسى بعث فقط إلى بني إسرائيل، وكانوا حين ذاك أثنى عشر سبطًا، أحفاد يوسف وإخوته الذين، بحسب مفسري التوراة، سكنوا بمصر بعد أن صار يوسف من وجهاء القوم فيها. حتى بعث الله فيهم موسى نبيا فجمع شملهم وحثهم على الخروج من مصر والعودة لموطن يعقوب وإسحاق والتي كانت بها قبائل كنعان التي كانت تعبد الأوثان وتعصي أمر الرب فكان حكم الله فيهم، بحسب التوراة، أن أعطى أرضهم لبني إسرائيل وسماها بأرض إسرائيل.

## تاريخ اليهود
أصل اليهود من بني إسرائيل، وهم مجموعة عرقية سكنت بلاد الشام في نهاية الألف الثاني قبل الميلاد، ووفقا للأبحاث الأثرية المعاصرة، فإن بني إسرائيل كانوا من أصل كنعاني واختلفوا عن جيرانهم بسبب العادات الدينية الفريدة، حظر الزواج المختلط، والتأكيد على التقاليد العائلية. أول ذكر لاسم "إسرائيل" موجود على لوحة مرنبتاح، والتي يعود تاريخها إلى حوالي 1200 ق.م. في هذا النقش، يحكي مرنبتاح، ملك مصر، عن حملة حربية قام بها في كنعان وأن مجموعة تسمى إسرائيل "دمرت، وليس لها زرع". بين القرنين الثاني عشر والعاشر قبل الميلاد، تم بناء العديد من القرى في جبال وسط فلسطين - وربما كان هذا هو مكان "إسرائيل" الذي يتحدث عنه مرنبتاح.
خلال العصر الحديدي، كانت توجد مملكتان إسرائيليتان في فلسطين، مملكة إسرائيل ومملكة يهوذا. وكانت مملكة إسرائيل أكبر وأقوى، وكانت عاصمتها في البداية في شكيم (بالقرب من نابلس الحالية) وأخيراً في السامرة (بالقرب من سبسطية الحديثة). وكانت مملكة يهوذا أصغر. وكانت على رأسها سلالة داود، وكانت عاصمتها في القدس. وفي حوالي عام 722 ق.م.، غزت الإمبراطورية الآشورية الجديدة مملكة إسرائيل، ونفي جزء كبير من أسباط إسرائيل، وفقدت آثارهم، وبحسب التقليد السامري فإنهم من نسل القبائل المتبقية من أفرايم ومنسى ولاوي. تم تدمير مملكة إسرائيل على يد الآشوريين، لكن مملكة يهوذا استمرت في الوجود بل وازدهرت كمحمية للآشوريين. وفي المملكة عاشت قبائل يهوذا (التي ضمت شمعون) وبنيامين ولاوي (الكهنة). وانضم إليهم أيضًا بعض سكان الشمال. وفي وقت لاحق هزمت الإمبراطورية البابلية الآشوريين واحتلت الإمبراطورية، وتعاون اليهود مع المصريين وتمردوا في بابل مرتين، وبعد ذلك وفي عام 587 ق.م، حاصر نبوخذنصر، ملك بابل، القدس ودمرها ودمر هيكل سليمان أيضًا, ونفي كثير من اليهود إلى بلاد الرافدين، وتعرف هذه الفترة باسم "الأسر البابلي".
في حوالي عام 538 ق.م، تم غزو الإمبراطورية البابلية من قبل الإمبراطورية الأخمينية الفارسية التي حكمها الملك كورش الكبير، وشجع كورش اليهود في بابل على العودة إلى فلسطين وإعادة بناء القدس وإنشاء الهيكل. تم الانتهاء من بناء الهيكل الثاني حوالي عام 516 ق.م.، وتم السماح لليهود بحكم ذاتي محدود. وكانت يهوذا تحت الحكم الفارسي حتى فتح الإسكندر الأكبرالشام، وبعد وفاته حكمت الممالك الهلنستية المنطقة. وفي عام 167 ق.م اندلعت التمرد المكابي، وحصل اليهود بعدها على استقلالهم الكامل في ظل حكم السلالة الحشمونية. في عام 63 ق.م.، غزا الرومان يهودا، وفي البداية جعل الرومان يهودا محمية تحت قيادة آل هيرودس، لكنهم جعلوها فيما بعد مقاطعة تابعة للإمبراطورية الرومانية. أدى الاستياء المتزايد من الحكم الروماني إلى اندلاع الثورة اليهودية الكبرى في 66-73 م، وفي النهاية حصار القدس وتدمير المعبد في 70 م. حوالي عام 136 م، بعد أن قمع الرومان ثورة بار كوخبا، تم تغيير اسم مقاطعة اليهودا إلى سوريا فلسطين. بعد هاتين الثورتين، انخفض عدد السكان اليهود في فلسطين كثيرًا، وفي النهاية فقدوا أغلبيتهم.

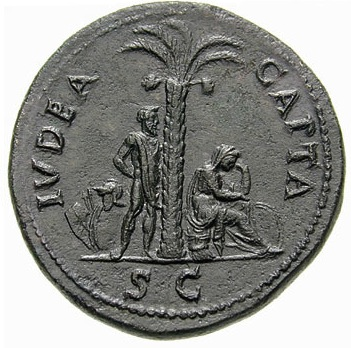
"يهوذا السبية"، عملة رومانية تم سكها بعد انتصار الرومان على يهوذا في الثورة اليهودية الكبرى

وفي كلتا الثورتين، قُتل العديد من اليهود، وتم أسر آخرين أو بيعهم كعبيد، وتم استبدال أجزاء كاملة من فلسطين، بما في ذلك معظم يهودا. حاول السكان اليهود في فلسطين التعافي، بل وتمتعوا بفترة من الازدهار في الجليل، حيث تم تجميع كتب يهودية مهمة مثل المشناه والتلمود المقدسي، لكن البيزنطيين استخدموا سياسة قاسية ضدهم. ونتيجة لذلك، غادر المزيد من اليهود فلسطين وانضموا إلى مراكز يهودية مهمة في الشتات، وعلى رأسها اليهودية البابلية، حيث تم تجميع أحد أهم كتب الشريعة اليهودية - "التلمود البابلي".
في العصور الوسطى، ظهرت عدة مراكز مهمة ليهودية الشتات. في أوروبا الغربية والوسطى (يهود أشكناز)، في إيبيريا (يهود سفارديون)، في الشرق الأوسط (يهود الشرق) وفي المغرب العربي (يهود مغاربيون). وتتميز هذه الفترة بفترات من النجاح والاندماج إلى جانب الاضطهادات والمذابح وأعمال الترحيل. ومن أبرز الأمثلة على ذلك في إسبانيا: ففي فترة الأندلس ازدهر اليهود فيما عرف بـ "العصر الذهبي"، وأبدعوا أعمالا مهمة وتم دمجهم في مناصب مهمة في البلاد، لكن بدأت الاضطهادات فيما بعد ضدهم. وفي عام 1492 قرر ملوك إسبانيا طرد جميع اليهود الذين لم يوافقوا على التحول إلى المسيحية، واستوطن العديد من يهود إسبانيا في أماكن مختلفة وعلى رأسها الدولة العثمانية حيث استقروا بتشجيع من السلطان. وبالمثل، فر اليهود الأشكناز من الاضطهاد في ألمانيا وإنجلترا وفرنسا اليوم واستقروا في بولندا وروسيا وأوكرانيا وليتوانيا اليوم.
في القرن التاسع عشر، حدثت تغييرات في العالم اليهودي. وفي أوروبا الغربية، حصل اليهود على التحرر وأصبحوا متساوين أكثر فأكثر أمام القانون، لكن حوادث معاداة السامية استمرت. وفي الوقت نفسه، في "نطاق الاستيطان" في أوروبا الشرقية، تعرض اليهود للمذابح والمضايقات بموجب القانون. وأدت هذه الأحداث إلى ولادة الصهيونية، وهي حركة قومية يهودية دعت إلى إنشاء وطن لليهود في أرض إسرائيل، التي كانت آنذاك جزءًا من الدولة العثمانية. ونتيجة لذلك، بدأت موجات الهجرة واستيطان اليهود في فلسطين. وفي الوقت نفسه، قرر العديد من اليهود من أوروبا الهجرة إلى الولايات المتحدة.
في عام 1933، وصل أدولف هتلر والنازيون إلى السلطة في ألمانيا، وسرعان ما بدأوا سياسة عنصرية معادية لليهود. خلال الحرب العالمية الثانية، نفذ النازيون خطة لإبادة الشعب اليهودي. قُتل ستة ملايين يهودي في هذه العملية. وتسمى هذه الإبادة الجماعية المنهجية على نطاق غير مسبوق ب"الهولوكوست". في مايو 1948، تأسست دولة إسرائيل واستقبلت موجات كبيرة من هجرة اليهود من أوروبا والعالم العربي وأجزاء أخرى من العالم. اليوم يعيش 46% من يهود العالم في إسرائيل.

## الديانة

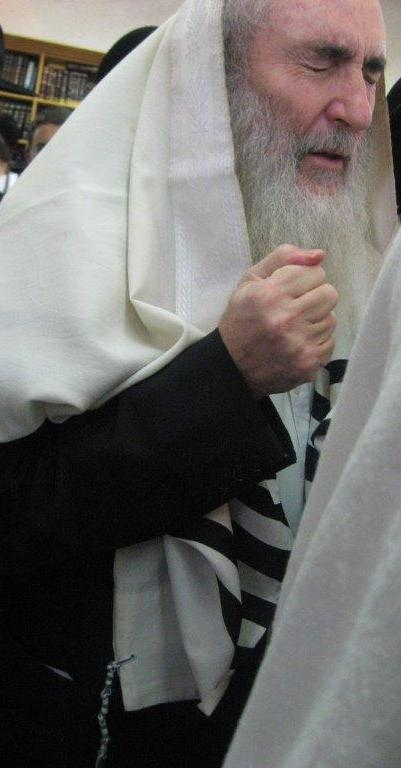
حاخام يهودي يصلي.

اليهودية هي ديانة الشعب اليهودي، وهي ديانة توحيدية قديمة، وأقدم الديانات الإبراهيمية، وتستند في تعاليمها على التوراة كنصها التأسيسي والتي أنزلت على موسى بحسب المعتقدات اليهودية. ويشمل الدين والفلسفة والثقافة للشعب اليهودي. وتعتبر اليهودية من قبل اليهود المتدينين تعبيرًا عن العهد الذي أقامه الله مع بني إسرائيل. وتضم اليهودية على مجموعة واسعة من النصوص والممارسات والمواقف اللاهوتية وأشكال التنظيم. التوراة هي جزء من النص الأكبر المعروف باسم التناخ أو الكتاب المقدس العبري، وأحكام وشرائع التوراة التي تشرحها الشريعة الشفوية والتي تمثلها النصوص اللاحقة مثل المدراش والتلمود. وتتراوح أعداد أتباع الديانة اليهودية بين 14.5 مليون إلى 17.4 مليون معتنق في جميع أنحاء العالم،
 حيث أن تعداد اليهود في حد ذاته يعدّ قضية خلافية حول قضية «من هو اليهودي؟». واليهودية هي عاشر أكبر دين في العالم.

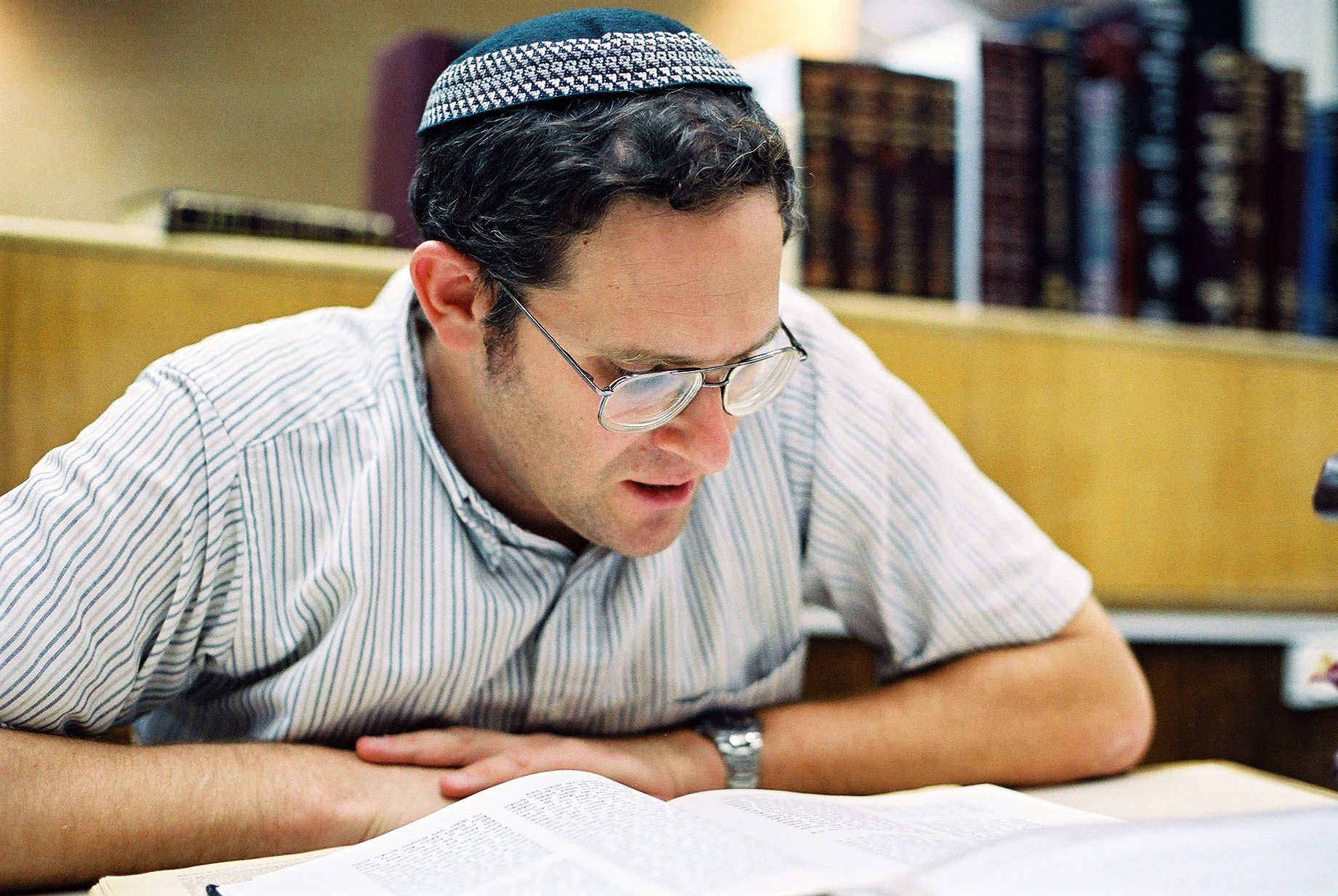
اليهودية الأرثذوكسية الحديثة.

توجد في اليهودية مجموعة متنوعة من الحركات الدينية، والتي ظهرت معظمها من اليهودية الربانية، والتي تنص على أن الله كشف قوانينه ووصاياه لموسى على جبل سيناء في شكل التوراة المكتوبة والشفهية. تاريخياً، تم تحدي هذا التأكيد من قبل مجموعات مختلفة مثل الصدوقيين واليهودية الهلنستية خلال فترة الهيكل الثاني. والقرائيين والسبتانيين خلال الفترة المبكرة واللاحقة من العصور الوسطى؛ وبين شرائح الطوائف غير الأرثوذكسية الحديثة. الفروع الحديثة لليهودية مثل اليهودية الإنسانية قد تكون لاألوهية. اليوم، أكبر الحركات الدينية اليهودية هي اليهودية الأرثوذكسية (والتي تضم اليهودية الحريدية واليهودية الأرثوذكسية الحديثة) واليهودية المحافظة واليهودية الإصلاحية. المصادر الرئيسية للاختلاف بين هذه المجموعات هي مقاربتهم للقانون اليهودي، وسلطة التقليد الرباني، وأهمية دولة إسرائيل. وتؤكد اليهودية الأرثوذكسية أن التوراة والشريعة اليهودية إلهية في الأصل، وأبدية وغير قابلة للتغيير، وأنه ينبغي إتباعها بصرامة. بينما تُعتبر اليهودية المحافظة والإصلاحية أكثر ليبرالية، حيث تعزز اليهودية المحافظة عمومًا التفسير الأكثر تقليدية لمتطلبات اليهودية بالمقارنة مع اليهودية الإصلاحية. وموقف الإصلاح المعتاد هو أنه يجب النظر إلى القانون اليهودي على أنه مجموعة من المبادئ التوجيهية العامة وليس كمجموعة من القيود والواجبات التي يتطلب احترامها من جميع اليهود. تاريخياً، فرضت المحاكم الخاصة القانون اليهودي. اليوم هذه المحاكم لا تزال موجودة ولكن ممارسة اليهودية في معظمها طوعية. والسلطة في المسائل اللاهوتية والقانونية غير مخولة لأي شخص أو لأي منظمة، ولكن في النصوص المقدسة يقوم الحاخامات والدارسين في تفسيرها.
يمتد تاريخ اليهودية لأكثر من 3000 سنة. وللديانة اليهودية جذور كدين منظم في الشرق الأوسط خلال العصر البرونزي. وتعتبر اليهودية واحدة من أقدم الديانات التوحيدية. وكان يُشار إلى العبرانيين وبنو إسرائيل باسم «يهود» وفي كتب لاحقة في التناخ مثل سفر أستير، استبدل مصطلح اليهود بمصطلح «أبناء إسرائيل». أثرت النصوص والتقاليد والقيم اليهودية كثيرًا على الديانات الإبراهيمية فيما بعد، بما في ذلك المسيحية والإسلام والبهائية. وقد أثرت العديد من جوانب اليهودية بشكل مباشر أو غير مباشر على الأخلاق العلمانية الغربية والقانون المدني. وكانت العقيدة الدينية عاملاً مهمًا في تطور الحضارة الغربية القديمة مثل الهلنسية واليهودية كخلفية للمسيحية، وشكلت إلى حد كبير المثل والأخلاق الغربية منذ المسيحية المبكرة.

## من هو اليهودي؟
تشترك اليهودية في بعض من خصائص الأمة، والعرق، فضلًا عن الدين والثقافة، مما يجعل تعريف من هو اليهودي تختلف قليلًا اعتمادًا على ما إذا كان يتم استخدام نهج ذات هوية دينيّة أو وطنيّة. عمومًا، في الثقافة اليهودية العلمانية الحديثة يتم تعريف اليهود في ثلاث مجموعات: الناس الذين ولدوا لعائلة يهودية سواءً الذين يتبعون الدين والذين لا يتبعونه، وأولئك الذين لديهم بعض المعلومات الأساسيّة حول أجدادهم اليهود أو لهم نسب يهودي من جهة الأم (في بعض الأحيان يتضمن أيضًا من لديه نسب يهودي من جهة الأب)، والأشخاص ممن دون أي خلفية أو نسب يهودي لكنهم تحولوا رسميًا إلى اليهودية، وبالتالي فهم من أتباع الدين اليهودي. في حين وفقًا للشريعة اليهودية وخاصًة لدى المذهب اليهودي الأرثوذكسي يعدّ الشخص يهوديًا إن كان ابنًا لإمرأة يهودية.

### الاختلافات والتفسير التقليدي
يتباين تعريف من هو اليهودي تبعاً لإذا ما كان يعدّه اليهود على أساس الشريعة الدينية والتقليد أو التعريف الذاتي، أو من قبل غير اليهود لأسباب أخرى، التي تكون أحياناً لأهداف مجحفة. يمكن للهوية اليهودية أن تشمل على خصائص للإثنية، أو الدين أو الشعب، يعتمد التعريف إما على التفسيرات التقليدية أو على التفسيرات الأحدث عهداً للشريعة اليهودية أو ما سرت إليه العادة.
ينص قانون العودة الإسرائيلي أن اليهودي هو فرد ذو أم يهودية أو فرد كان قد اعتنق اليهودية. تطلب الحاخامية الكبرى في إسرائيل وثائق تثبت يهودية الأم والجدة وأم الجدة وأم أم الجدة عند التقدم للزواج. يؤكد مكتب الحاخام الأكبر على المبدأ الأساسي القائل بعدم اعتراف المكتب والهيئات الأخرى بيهودية الطفل إلا شريطة أن تكون والدة الطفل يهودية.
يكون الفرد يهودي منذ ولادته أو يصبح يهودياً عبر اعتناقه لليهودية تبعاً لأبسط تعريف يستخدمه معظم اليهود للتعريف الذاتي. في حين يوجد اختلافات في التفسيرات المتعلقة بالطوائف اليهودية غير الأرثوذكسية في تطبيق هذا التعريف، وتتضمن:
- هل ينبغي اعتبار الفرد يهودياً إذا كان أحد والديه (وليس كليهما) يهودياً؟
- أي عمليات اعتناق اليهودية تصح؟
- هل يمكن للفرد أن يبقى يهودياً بعد اعتناقه لديانة أخرى؟
- كيف يؤثر عدم إدراك الفرد لكون أهله يهود على الحالة اليهودية للفرد؟
- كيف تتحدد الهوية اليهودية في البلدان المختلفة خلال الشتات اليهودي؟
- كيف يُحكم في زعم المواطنة الإسرائيلية في سياق قوانين إسرائيل الأساسية؟

## تعداد اليهود

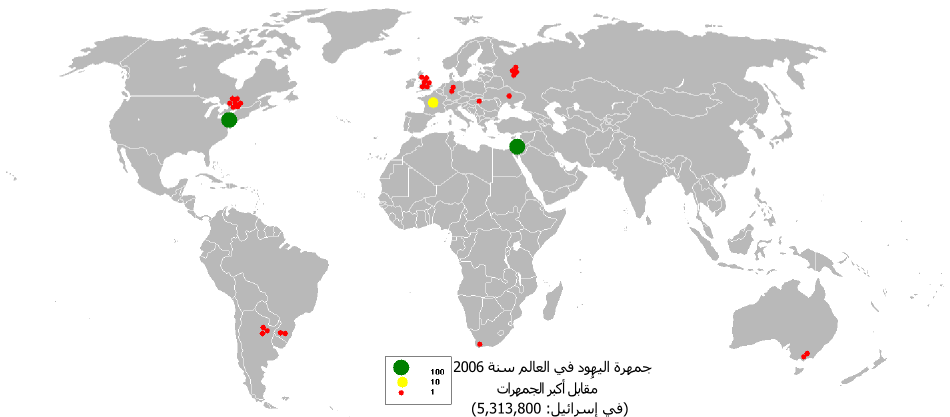
التجمعات اليهودية الكبرى في العالم سنة 2006.

يوجد في العالم حوالي 14 مليون يهوديًا. حوالي 74% من يهود العالم هم يهود أشكناز مقابل 26% من يهود العالم هم يهود سفارديون ويهود مزراحيون.
في اليهودية أربع طوائف أساسية – طائفة الأرثوذكس والمحافظين والإصلاحيين و«المجددين»، بالإضافة للقراء الرافضين للتلمود وللسامريين الذين يرفضون اسم اليهود بل يسمون أنفسهم بني إسرائيل أو المحافظين على العهد (شومريم وهم يرفضون أسفار العهد القديم ماعدا الخمسة الأولى). الكتب المقدسة التي يدرس منها اليهود هي ثلاثة كتب في «التناخ»: التوراة والأنبياء والكتابات. توجد في التوراة 613 أمرا (حسب تفسير لاحق) ولكن هذه الأوامر ليست فريضة على كل فرد، ولكن اليهود يؤمنون أنهم منحدرون من إسحاق ويعقوب.
يمتنع المتدينون عن العمل يوم السبت هذا سبب اسم اليوم، التقويم اليهودي هو قمري شمسي، حيث تتم إضافة شهر قصير في بعض السنوات للتوافق مع التقويم الشمسي، يحتفل اليهود بخمسة أعياد مهمة، رأس السنة يحتفلون به في شهر تشرين الأول ويدوم العيد يومين، يحدث يوم التكفير في اليوم العاشر في السنة، وفيه يصوم كل الناس من غروب الشمس حتى غروب الشمس في اليوم التالي. في الماضي كان يسافر اليهود إلى القدس لثلاثة أعياد كبيرة: «الصكوت» والفصح والأسابيع.
في أيام «الصكوت» الثمانية يبنى اليهود كوخًا صغيرًا بجانب البيت، ومن الممكن أن يأكلوا ويشربوا ويناموا فيه. يأكل اليهود «المصة» خلال ثمانية أيام الفصح، الأسابيع تحدث بعد بداية الفصح بسبعة أسابيع، ويأكلون فيها مأكولات من الحليب.
هناك أعياد أخرى مثل «البوريم» و«الحنوكة». «البوريم» مثل «الهالوين» في أمريكا، كل الأطفال يلبسون الأزياء، وفوق هذا كله فيجب أن يشرب الكبار المشروبات الكحولية. «الحنوكة» هي كعيد الميلاد يتقبل الأطفال فيه الهدايا.

## اليهود في العالم
| دولة             | عدد اليهود | نسبة اليهود % |
| ---------------- | ---------- | ------------- |
| إسرائيل          | 5,916,200  | 75.52%        |
| الولايات المتحدة | 5,275,000  | 1.71%         |
| فرنسا            | 483,500    | 0.77%         |
| كندا             | 375,000    | 1.11%         |
| المملكة المتحدة  | 292,000    | 0.47%         |
| روسيا            | 205,000    | 0.15%         |
| الأرجنتين        | 182,300    | 0.45%         |
| ألمانيا          | 119,000    | 0.15%         |
| أستراليا         | 107,500    | 0.50%         |
| البرازيل         | 95,329     | 0.10%         |
| أوكرانيا         | 71,500     | 0.16%         |
| جنوب إفريقيا     | 70,800     | 0.14%         |
| المجر            | 48,600     | 0.49%         |
| المكسيك          | 39,400     | 0.04%         |
| بلجيكا           | 30,300     | 0.28%         |
| هولندا           | 30,000     | 0.18%         |
| إيطاليا          | 28,400     | 0.05%         |
| إيران            | 25,000     | 0.03%         |
| العالم           | 13,583,300 | 0.21%         |

حسب بعض المصادر بلغ عدد اليهود عام 1967 نحو 13.8 مليونًا في مختلف أنحاء العالم، وفي عام 1982 بلغوا 12.9 مليونًا بنقص بلغ قرابة مليون دون إبادة بل من خلال تناقص طبيعي، وعددهم في عام 2008 يصل إلى 13 مليونًا، ومن المتوقع حسب معهد اليهودية المعاصرة التابع للجامعة العبرية في القدس، أن يزيد عددهم بنحو أربعمائة ألف نسمة عام 2010.
قُدرت عدد اليهود في العالم في أوائل عام 2013 حوالي 13.9 مليون نسمة (حوالي 0.2% من سكان العالم) وذلك حسب احصائية معهد بيو ومعهد تخطيط سياسة الشعب اليهودي. في حين أن العشرات من البلدان تحوي على جاليات يهودية صغيرة على الأقل، لكن يتركز المجتمع اليهودي في دولتين وهي: إسرائيل والولايات المتحدة والتي تحوي 82% من مجمل السكان اليهود في العالم، في حين أن الثمانية عشرة دولة التي تحوي أكبر تجماعات يهودية على مستوى العالم تستضيف 98% من يهود العالم.
في المعنى الموسع للتعداد السكان اليهودي، والذي يشمل أولئك الذين لا يعدّون يهودًا من الناحية الدينيّة (4.3 مليون نسمة) لكن لديهم أب يهودي أو زوج، وكذلك الأطفال الذين يعيشون في منزل مع والد يهودي متبني، فيصل تعدادهم حوالي 18.2 مليون. العدد الإجمالي لليهود والذي يشمل الأشخاص المؤهلون للحصول على الجنسية الإسرائيلية بموجب قانون العودة (3.5 مليون نسمة) - الذي يتطلب أي شخص لديه جد يهودي واحد على الأقل، والذي يتضمن الذين لا يدينون بديانة أو أي دين آخر غير يهودي - حوالي 21.7 مليون، منهم 6.3 مليون يعيشون حاليًا في إسرائيل.

### المراكز السكانيّة
وفقًا للمكتب المركزي للإحصاء في إسرائيل وصلت أعداد اليهود لنحو 13,421,000 في جميع أنحاء العالم وذلك في عام 2009، بحيث شكل اليهود نسبة ما يقرب 0.19% من سكان العالم في ذلك الوقت.
وفقًا لتقديرات The Jewish People Policy Planning Institute لعام 2007 كان عدد السكان اليهود في العالم 13.2 مليون. في حين تتراوح أعداد اليهود حسب موقع آدهرينتس بين 12 إلى 18 مليون نسمة. هذه الإحصاءات تتضمن كل من اليهود الممارسين دينيًا أو المتدينين والمنتمون إلى المعابد اليهودية، فضلًا عن حوالي 4.5 مليون يهودي لاديني وعلماني.

#### إسرائيل
تعتبر إسرائيل وهي الدولة القوميّة اليهودية، الدولة الوحيدة على الأرض التي يشكّل اليهود فيها الغالبية العظمى من المواطنين. تأسست إسرائيل كدولة ديمقراطية ويهودية مستقلة في 14 مايو 1948. من بين 120 عضوًا في برلمانها الكنيست، هناك 12 عضوًا من الكنيست هم من المواطنين العرب في إسرائيل، وهم بمعظم يمثلون الأحزاب السياسيّة العربيّة. واحد من قضاة المحكمة العليا الإسرائيلية هو أيضًا من عرب 48.
بين عامي 1948 و1958 ارتفع عدد السكان اليهود من 800,000 إلى مليوني شخص. وفقاً لعام 2013 وصلت نسبة المواطنين اليهود حوالي 75.4% من السكان الإسرائيليين أو 6 ملايين نسمة. شهدت السنوات الأولى لدولة إسرائيل هجرة جماعية من الناجين من الهولوكوست واليهود الفارين من الأراضي العربية. كما هاجر إلى إسرائيل عدد كبير من السكان من اليهود الإثيوبيين، حيث أن كثير منهم تم نقلهم جوَا إلى إسرائيل في أواخر 1980 وأوائل 1990 . بين عامي 1974 و1979 وصل البلاد ما يقرب من 227,258 مهاجر حوالي نصفهم كانو من الاتحاد السوفياتي. وشهدت هذه الفترة أيضا زيادة في الهجرة إلى إسرائيل من أوروبا الغربية، وأمريكا اللاتينية وأمريكا الشمالية.
وقد وصل عدد قليل من المهاجرين من مجتمعات شتّى، بما في ذلك يهود الهند، فضلًا عن بعض المتحدرين من الناجين من المحرقة من اليهود الأشكناز الذين استقروا في بلدان مثل الولايات المتحدة، والأرجنتين، وأستراليا، وتشيلي، وجنوب أفريقيا. بعض اليهود هاجروا من إسرائيل إلى دول أخرى وذلك بسبب المشاكل الاقتصادية أو خيبة الأمل بسبب الظروف السياسية والصراع العربي الإسرائيلي المستمر.

#### الشتات اليهودي

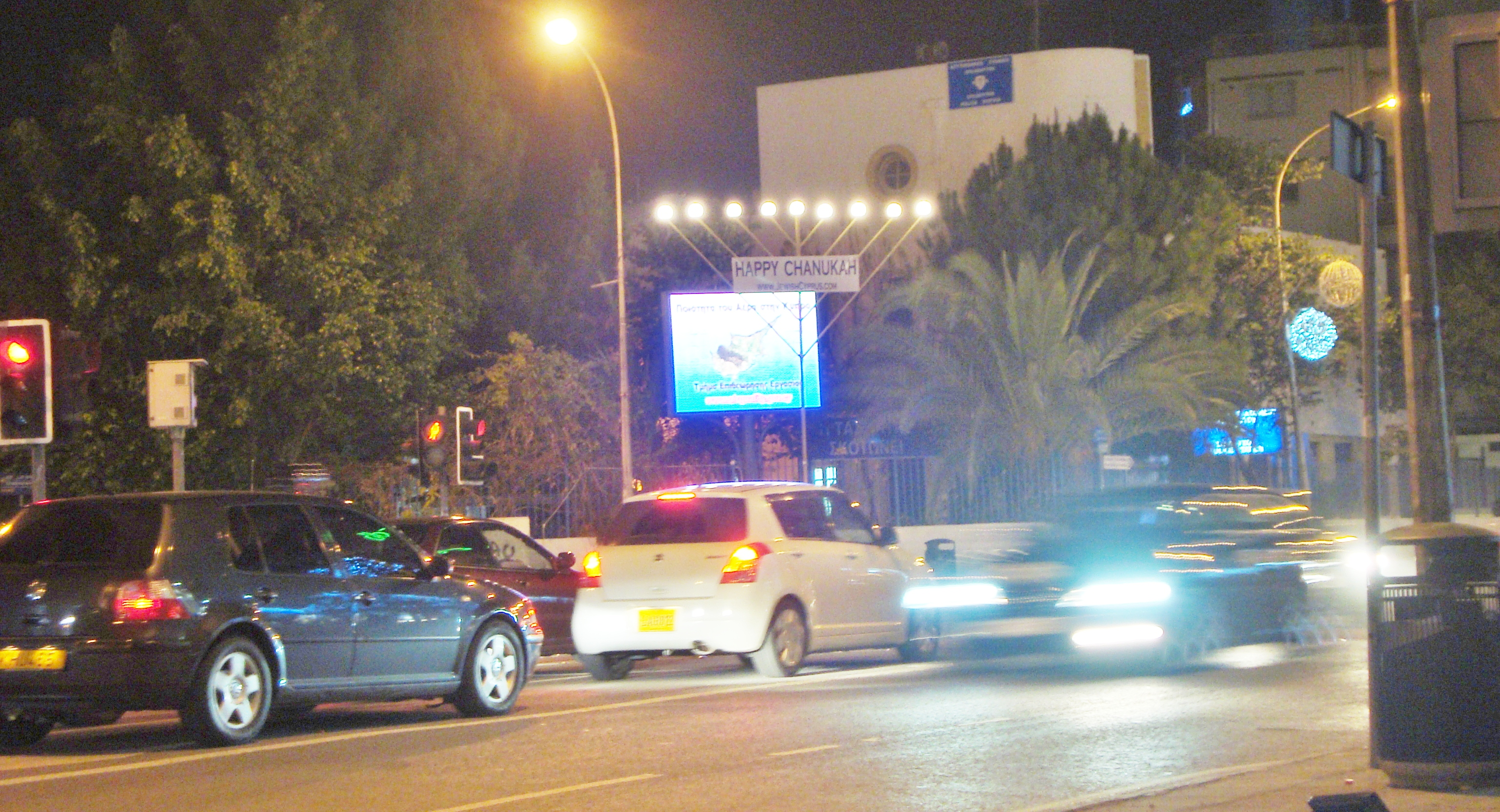
جانب من احتفالات الجالية اليهودية بعيد الحانوكا في قبرص.

أدّت موجات الهجرة اليهودية إلى الولايات المتحدة وأماكن أخرى في مطلع القرن 19، وتأسيس الصهيونية وحصول أحداث دراميّة بما في ذلك المذابح في روسيا والهولوكوست في أوروبا الغربيّة، وتأسيس دولة إسرائيل، وهجرة اليهود من الأراضي العربية لاحقًا، أسفرت جميعها عن تحولات كبيرة في المراكز السكانية ليهود العالم بحلول نهاية القرن 20.
يعيش أكثر من نصف يهود العالم في الشتات. حاليًا، أكبر جالية يهودية خارج إسرائيل، والتي غالبًا ما تعتبر إما أكبر أو ثاني أكبر جالية يهودية في العالم، تقع في الولايات المتحدة، مع 5,200,000-6,400,000 يهودي وفقًا للتقديرات المختلفة. في مكان آخر في الأمريكتين، هناك أيضًا تجمعات سكانيّة يهودية كبيرة منها في كندا (315,000)، الأرجنتين (180,000-300,000) والبرازيل (107,329–120,000)، في حين هناك دول تحوي عدد سكان صغير من اليهود منها في المكسيك، أوروغواي، فنزويلا، تشيلي والعديد من البلدان الأخرى في أمريكا اللاتينية. يتجادل ويختلف علماء السكان حول ما إذا كانت الولايات المتحدة لديها عدد من السكان اليهود أكبر من إسرائيل، خصوصًا أنّ إسرائيل تفوقت على الولايات المتحدة في عدد السكان اليهود خلال السنوات العشر الماضية. حاليًا، من المقرر إقامة دراسة استقصائية وطنيّة كبرى حول السكان اليهود للتأكد من نظرية أن إسرائيل تفوقت على الولايات المتحدة في عدد السكان اليهود.

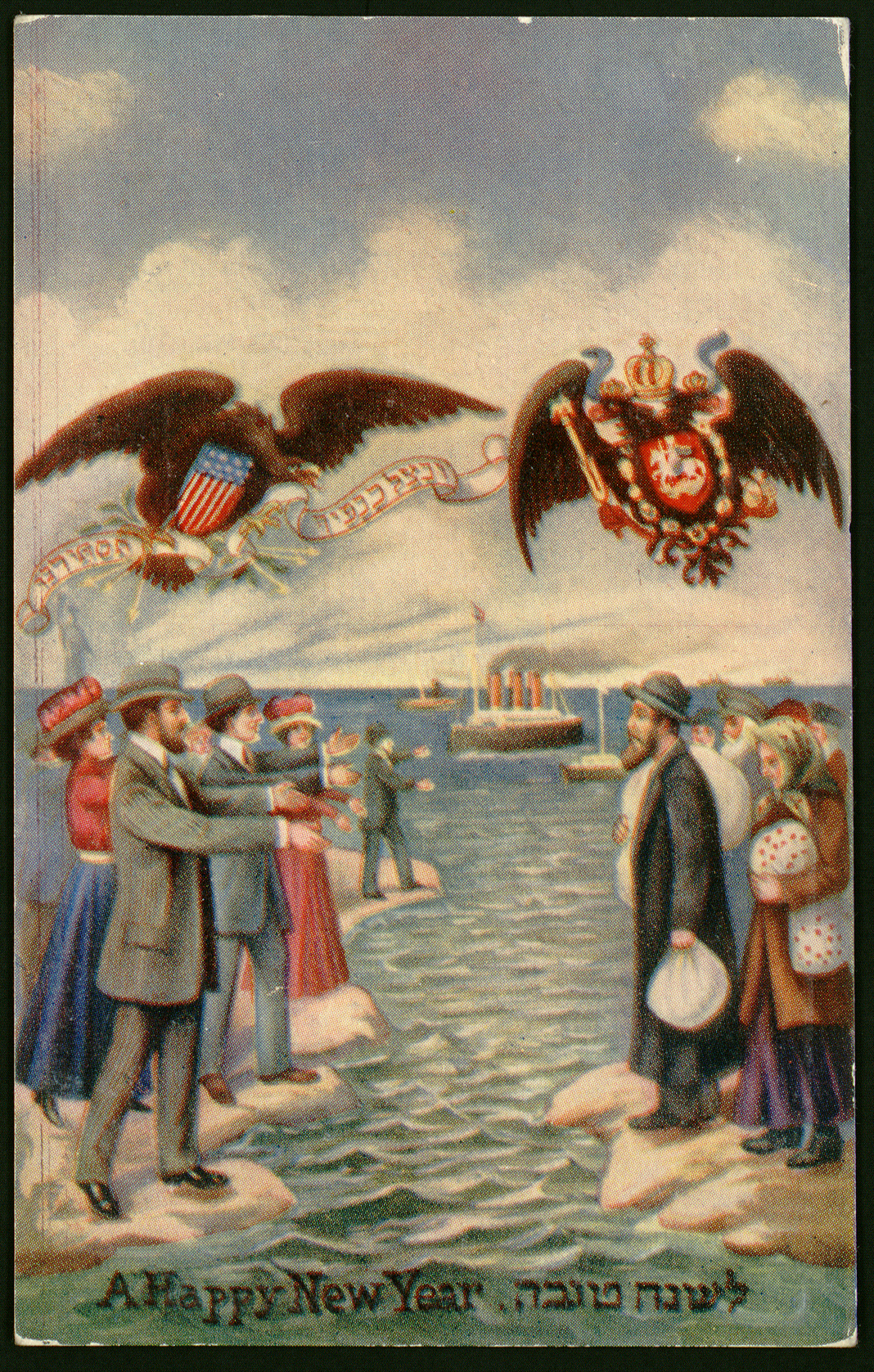
بطاقات معايدة برأس السنة اليهودية من أوائل 1900، تظهر اليهود الروس، يعايدون الأقارب من اليهود الأمريكيين.

تعيش أكبر جالية يهودية في أوروبا الغربية، والتي تحتل مرتبة ثالث أكبر جالية يهودية في العالم، في فرنسا والتي تضم بين 483,000 و500,000 يهودي، الغالبية العظمى منهم هم من المهاجرين أو اللاجئين من الدول العربية من شمال أفريقيا مثل الجزائر والمغرب وتونس (أو أحفادهم). يعيش في المملكة المتحدة جالية يهودية هامة تصل أعدادها إلى نحو 292,000. في أوروبا الشرقية، تترواح أعداد اليهود بين 350,000 إلى مليون يهودي يعيشون في دول الاتحاد السوفيتي السابق، ولكن من الصعب تحديد الأرقام الدقيقة وذلك بسبب اندماج اليهود في مجتمعات أوروبا الشرقية والزواج المختلط. سجّل في ألمانيا 102,000 يهودي لدى المجتمع اليهودي وهذه الأعداد آخذه في الانخفاض ببطء، وذلك على الرغم من هجرة عشرات الآلاف من اليهود من الاتحاد السوفياتي السابق منذ سقوط جدار برلين. يعيش أيضًا الآف الإسرائيليين في ألمانيا، إما بصفة دائمة أو مؤقتة لأسباب اقتصادية.
كانت الدول العربية في شمال أفريقيا والشرق الأوسط موطنًا لحوالي 900,000 يهودي في عام 1945. مع ظهور معاداة الصهيونية واليهودية بعد تأسيس إسرائيل، تسبب الاضطهاد المنهجي إلى خلو تلك البلاد تقريبًا من اليهود وذلك بسبب فرار الجالية اليهودية إلى إسرائيل، أمريكا الشمالية وأوروبا في سنوات 1950. اليوم، لا تزال حوالي 8,000 يهودي يعيشون في الوطن العربي.
تعتبر إيران هي موطن لحوالي 9,000 يهودي وهي بالتالي لديها ثاني أكبر جالية يهودية في الشرق الأوسط بعد إسرائيل. من عام 1948 إلى عام 1953، هاجر حوالي ثلث يهود إيران، ومعظمهم من الفقراء، إلى إسرائيل. قبل الثورة الإسلامية سنة 1979، كان هناك 100,000 من اليهود الذين يعيشون في البلاد. هاجر معظمهم بعد الثورة لإسرائيل، أوروبا، أو الولايات المتحدة. معظم مهاجرين الإيرانيين اليهود بقطنون جنبًا إلى جنب العديد من الإيرانيين غير اليهود ممن غادروا إلى الولايات المتحدة، وخصوصًا في لوس انجليس.
هناك جاليات يهوديّة كبيرة في أستراليا (120,000) وجنوب أفريقيا (70,000). فضلًا عن جالية قوامها 7,000 شخص في نيوزيلندا.

### النمو السكاني

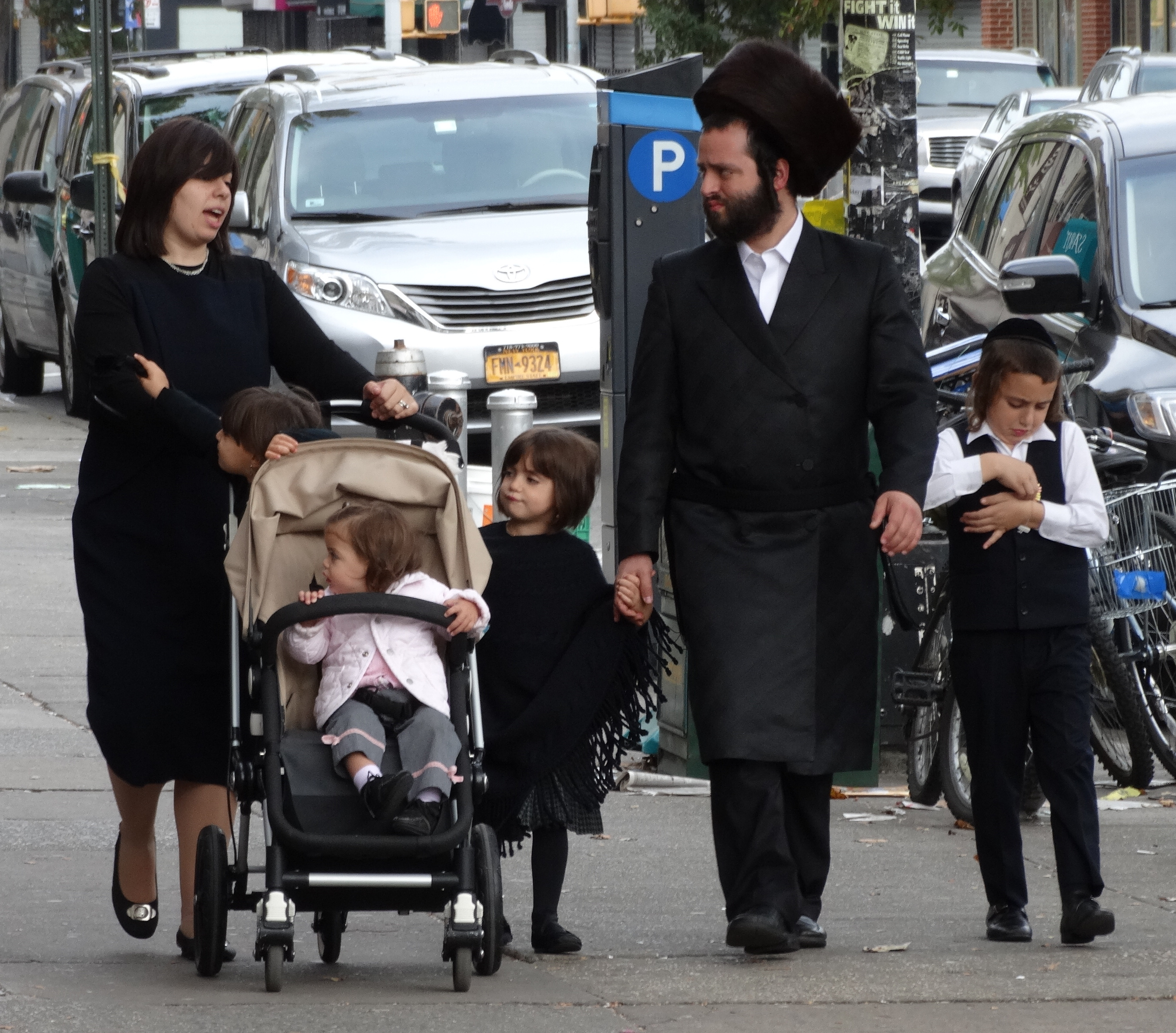
عائلة يهودية من الحريديم، يعدّ الحريديم الجماعة اليهودية الأكثر نمواً، نظراً لندرة الزواج المختلط وارتفاع معدل المواليد.

نما عدد اليهود إلى حوالي 13 مليون نسمة بحلول السبعينات من القرن العشرين، ثم سجل نموًا ما يقارب من الصفر حتى عام 2005 بسبب انخفاض معدلات الخصوبة والاندماج والعلمانية. منذ عام 2005، نما عدد السكان اليهود في العالم بشكل متواضع بمعدل سنوي بلغ حوالي 0.78% (حتى 2013). هذه الزيادة عكست في المقام الأول النمو السريع للمجتمع الحريدي وبعض القطاعات الأرثوذكسية. حسب بعض المصادر بلغ عدد اليهود عام 1967 نحو 13.8 مليوناً في مختلف أنحاء العالم، وفي عام 1982 بلغوا 12.9 مليونًا بنقص بلغ قرابة مليون دون إبادة بل من خلال تناقص طبيعي، وأن عدد ليهود في عام 2008 يصل إلى 13 مليونًا، ومن المتوقع حسب معهد اليهودية المعاصرة التابع للجامعة العبرية في القدس، أن يزيد عددهم بنحو أربعمائة ألف نسمة عام 2010. قُدرت عدد اليهود في العالم في أوائل عام 2013 حوالي 13.9 مليون نسمة (حوالي 0.2% من سكان العالم) وذلك حسب احصائية معهد بيو ومعهد تخطيط سياسة الشعب اليهودي. في حين أن العشرات من البلدان تحوي على جاليات يهودية صغيرة على الأقل، لكن يتركز المجتمع اليهودي في دولتين وهي: إسرائيل والولايات المتحدة والتي تحوي 82% من مجمل السكان اليهود في العالم، في حين أن الثمانية عشرة دولة التي تحوي أكبر تجماعات يهودية على مستوى العالم تستضيف 98% من يهود العالم. معدل النمو الإجمالي لليهود في إسرائيل هو 1.7% سنوياً. وعلى النقيض من ذلك، فإن المجتمعات اليهودية في بلدان الشتات لديها معدلات ولادة منخفضة، ونسب عالية من الشيخوخة، وإلى جانب ذلك تفوق أعداد الذين يتركون اليهودية مقابل أولئك الذين ينضمون إليها.
بسبب اليهودية ديانة غير تبشيرية، تقل أعداد اليهود في بعض الدول بسبب العلمانية والزواج المختلط، حيث كشفت دراسة مركز بيو للأبحاث عام 2013 عن ارتفاع ملحوظ في منسوب اليهود غير المتدينين وازدياد في نسبة الزواج المختلط وتراجع نسبة من يمنحون اولادهم تربية يهودية، ما يؤشر إلى تعاظم اختلاط بين المنتمين لكل التيارات الدينية اليهودية باستثناء التيار المحافظ. وبيَّن الاستطلاع أن 58% من مجمل اليهود و71% من الذين لا ينتمون للتيار المحافظ يتزوجون زيجات مختلطة مه أبناء الأديان الأخرى وذلك مقابل 17% فقط عام 1970، كذلك تبين ان ثلثي اليهود في أمريكا لا ينتمون لأي كنيس وربعهم لا يؤمنون بالله. ويفيد الاستطلاع بأن ثلثي اليهود الذين يعرفون انفسهم بدون ديانة لا يقومون بتربية اولادهم على الديانة يهودية وذلك مقابل 93% من الذين اعلنوا انتمائهم للدين اليهودي واعلنوا انهم يربون أولادهم على الهوية اليهودية.

#### الحريديم

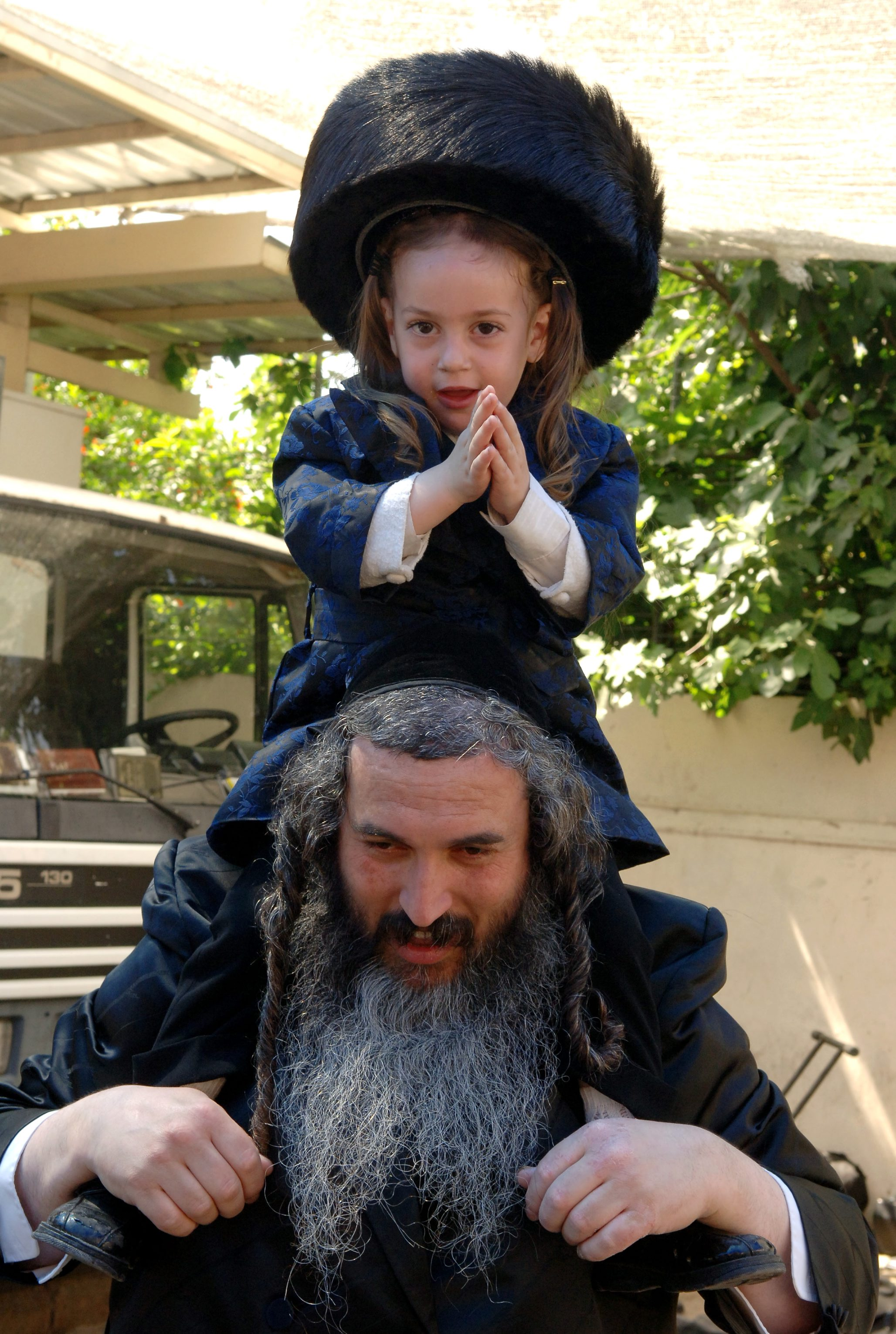
يهودي حريدي.

مع ذلك هناك ازدياد في العدد عند بعض الطوائف اليهودية مثل الحريديم، ففي إسرائيل بلغت نسبة الزيادة 6% في عام 2001، يعود سبب النسبة المرتفعة إلى ارتفاع الخصوبة وعدد المواليد لدى الحريديم. فمتوسط الزيادة السكانية لدى الحريديم هو الأعلى في إسرائيل، وهو ما نتج عنه زيادة سنوية وصلت إلى 6% تقريباً عام 1996، و7.3% عام 2000، وحوالي 6% عام 2001، وحوالي 7% عام 2002، وهي نسب مرتفعة مقارنة بالمجتمع الإسرائيلي العلماني. والسبب الرئيسي لزيادة السكان الحريديم هو الزيادة الطبيعية العالية (حوالي 72% من مجمل الزيادة السنوية في عام 2001). ويصل عدد الولادات السنوية لدى الحريديم إلى 35 ألف ولادة بما يشكل 25% من مجموع ولادات إسرائيل، كما يتزوج في إسرائيل سنوياَ حوالي 5 آلاف زوج حريدي. ينجب كل زوج منهم ما بين سبعة إلى تسعة ولادات، وينتج عنها زيادة كبيرة في أعدادهم، ونسباً عالية من الزيادات السنوية مقابل معدل ولادات منخفض نسبياً للعلمانيين يتراوح بين 1-1.5 بنسبة زيادة سنوية: 1.6% فقط.
| الدولة           | عام       | تعداد                  | معدل النمو السنوي |
| ---------------- | --------- | ---------------------- | ----------------- |
| إسرائيل          | 2006      | 444,000–795,000        | 6%                |
| الولايات المتحدة | 2006      | 468,000                | 5.4%              |
| المملكة المتحدة  | 2007/2008 | 22,800–36,400 / 45,500 | 4%                |

## القيادة الدينيّة
ليس هناك هيئة إدارية واحدة للجماعة اليهودية، ولا سلطة واحدة مسؤولة عن العقيدة الدينية. بدلًا من ذلك، هناك مجموعة متنوعة من المؤسسات العلمانيَّة والدينيَّة على المستويات المحلية والوطنية والدولية والتي تؤدي أجزاءً مختلفة في قيادة المجتمع اليهودي والعمل من أجل القضايا التي تهم الشأن اليهودي.

## مساهمات
قدم اليهود مساهمات كثيرة في مجموعة واسعة من المجالات، بما في ذلك العلوم والفنون والسياسة والأعمال. على الرغم من أن اليهود يشكلون نسبة 0.2% فقط من سكان العالم، فإنّ أكثر من 20% من الحائزين على جائزة نوبل كانوا من خلفيّة يهوديّة.

## وصلات خارجية
- على عتبة الكنيس - محاولة في فهم اليهوديّة واليهود للباحث جوزف طانيوس لبس
- أصل اليهود
- لعبد المحسن
- اليهودية
- مقالات عن اليهود واليهودية
- ملخص العقيدة اليهودية
- الشريعة اليهودية
- كتاب الملل والنحل
- كتاب الفصل في الملل لابن حزم